# La Guadeloupe
Pour les articles homonymes, voir Guadeloupe (homonymie).
La Guadeloupe est une municipalité de village en Beauce-Sartigan au Québec (Canada), situé dans la région administrative de Chaudière-Appalaches. La municipalité est membre de la Fédération des Villages-relais du Québec.

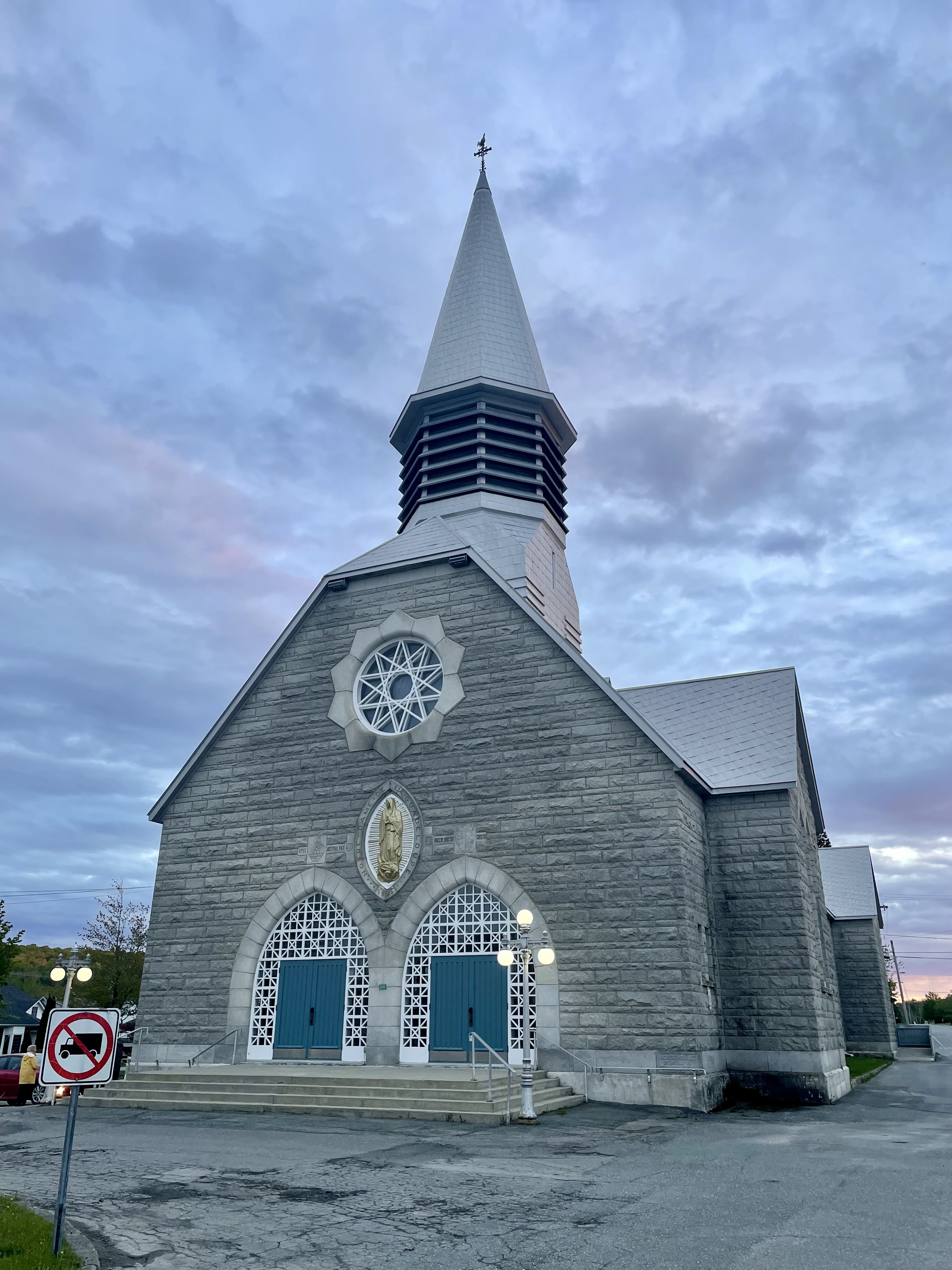
Église de Notre-Dame-de-la-Guadeloupe

## Histoire

### Chronologie
- 1870-1892 Exploitation de cinq moulins actionnés par l'eau de la rivière Le Bras[1].
- 1896 Ouverture d'un bureau de poste sous le nom de Saint-Évariste-Station.
- 1929 (6 août) Constitution de la municipalité du village de Saint-Évariste-Station.
- 1945
  - (1er décembre) Érection canonique de la paroisse Notre-Dame-de-la-Guadeloupe.
  - (21 décembre) Ouverture des registres paroissiaux.
- 1949 La municipalité de Saint-Évariste-Station adopte le nom de La Guadeloupe.
- 1950-1968 Les 5 moulins de la ville cessent leurs activités.

## Géographie
Le village est situé à la limite de trois municipalités régionales de comté (MRC), au Sud-Est de Beauce Sartigan. Autrefois appelé Saint-Évariste-Station, il change de nom en 1949 pour honorer le souvenir de l'apparition de Notre-Dame de Guadelupe au Mexique lors du XVIe siècle.
La Guadeloupe présente plusieurs particularités, notamment un important complexe récréo-touristique, le plus grand manège équestre intérieur du Québec et des usines de transformation de produits d'érable.
Son secteur récréo-touristique comprend un terrain de camping, une piscine extérieure ainsi que différents services, incluant un relais de quad et de motoneige accueillant les utilisateurs des sentiers environnants.
En 2009, La Guadeloupe reçut la visite de l'émission de télévision La Petite Séduction.

## Démographie
| 1996  | 2001  | 2006  | 2011  | 2016  | 2021  |
| ----- | ----- | ----- | ----- | ----- | ----- |
| 1 772 | 1 716 | 1 758 | 1 787 | 1 707 | 1 805 |

## Administration
Les élections municipales se font en bloc pour le maire et les six conseillers.
| La Guadeloupe Maires depuis 2001                                                                                     |                  |         |          |
| Élection | Maire            | Qualité | Résultat |
| 2001 | Serge Philippon  |         | Voir     |
| 2005 | Marc-André Doyle |         | Voir     |
| 2006 | Huguette Plante  |         | Voir     |
| 2009 | Huguette Plante  | Voir    |          |
| 2013 | Huguette Plante  | Voir    |          |
| 2015 | Rosaire Coulombe |         | Voir     |
| 2017 | Carl Boilard     |         | Voir     |
| 2021 | Vanessa Roy      |         | Voir     |
| Élection partielle en italique Depuis 2005, les élections sont simultanées dans toutes les municipalités québécoises |                  |         |          |

## Patrimoine
L'église Notre-Dame-de-la-Guadeloupe est érigée en 1946-1949 selon les plans de l'architecte Adrien Dufresne,. Un presbytère est situé dans son voisinage.